# Division Sultan Mourad
La Brigade Sultan Mourad (arabe : لواء السلطان مرد, Liwa Sultan Murad), rebaptisée en 2015 Division Sultan Mourad (arabe : فرقة السلطان مراد, Firqat Sultan Murad), est un groupe rebelle turkmène de la guerre civile syrienne. Elle est soutenue et financée par la Turquie. 

## Logos et drapeaux

Logo de la Brigade Sultan Mourad.
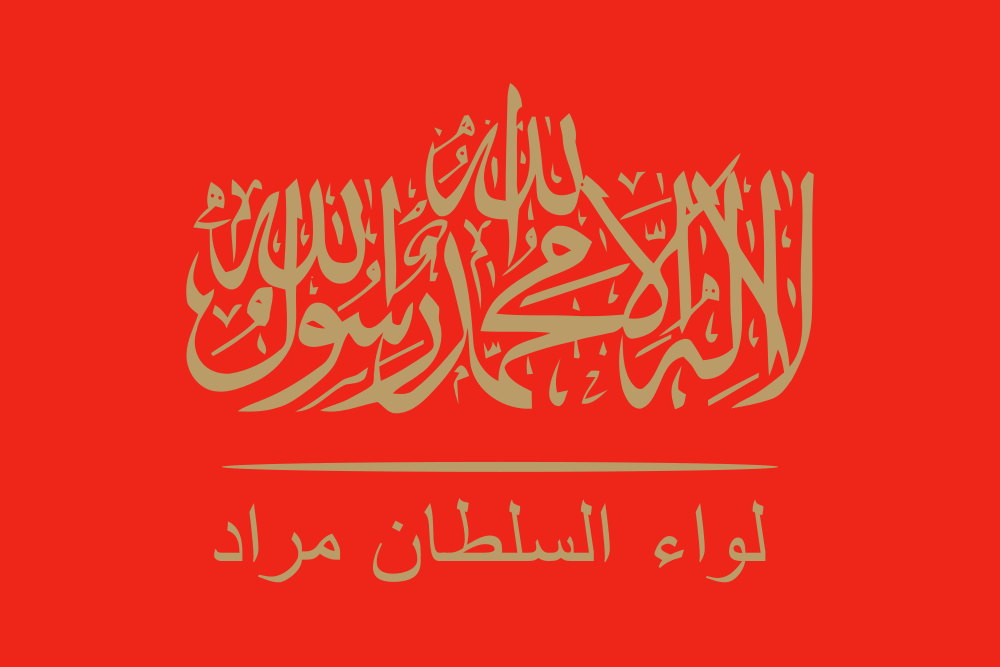
Drapeau de la Brigade Sultan Mourad.

## Histoire

### Formation
Le groupe est fondé le 8 ou le 28 mars 2013,, après la dissolution du Jabhat Ahfad al-Sultan (« Le Front des descendants des Sultans »), dont la Brigade du Sultan Mourad est issue,. Elle tire son nom du sultan de l'Empire ottoman Mourad II,. La brigade est principalement composée de Turkmènes de Syrie,,.
Le 8 novembre 2015, la Brigade Sultan Mourad fusionne avec d'autres groupes rebelles turkmènes — la brigade du Sultan Mehmet le Conquérant, la brigade du martyr Zaki Turkmani et la brigade Ashbal al-Aqeeda — et se rebaptise Division Sultan Mourad.

### Affiliations
La Brigade Sultan Mourad est affiliée à l'Armée syrienne libre. Elle intègre la Chambre d'opérations de Marea en septembre 2014, puis la chambre d'opérations Fatah Halab le 26 avril 2015, et ensuite la Chambre d'opérations Hawar Kilis en avril 2016. Fin 2017, le groupe intègre l'Armée nationale syrienne.

## Idéologie
La Division est nationaliste turc, voir néo-ottomane. Selon Jennifer Cafarella et Genevieve Casagrande, analystes pour l'Institute for the Study of War, le groupe est modéré et séculariste.

## Organisation

### Commandement
La brigade est commandée par Fahim Issa et par le colonel Ahmed Osman,,. Un de ses chefs militaires, Kemal Ömer Tilki, est tué à l'est d'Alep le 13 novembre 2016. 

### Effectifs
Le groupe compte 1 000 hommes fin 2015 selon le bureau de médias des Forces révolutionnaires de Syrie. En 2016, la Division Sultan Mourad revendique 1 300 combattants.

### Armement
La Brigade Sultan Mourad est armée et équipée par la Turquie. À partir de fin 2015, le groupe bénéficie de missiles antichar BGM-71 TOW livrés par les États-Unis,,.

## Zones d'opérations
La brigade est active principalement dans le gouvernorat d'Alep et notamment dans la ville d'Alep même, mais elle est aussi intervenue dans le gouvernorat d'Idleb et le gouvernorat de Lattaquié,. Elle participe à la bataille d'Alep, la bataille de Jisr al-Choghour, l'Opération Bouclier de l'Euphrate, la bataille de Jarablus et la bataille d'al-Bab. Le groupe a combattu contre le régime syrien, l'État islamique et les Forces démocratiques syriennes. En 2016, il a également affronté un autre groupe rebelle à Alep, le Harakat Nour al-Din al-Zenki, à la suite d'un différend. En 2018, il participe à l'opération Rameau d'Olivier au côté de Turquie dans le sud de la région d'Afrine contre les Forces démocratiques syriennes.  
Le groupe participe aux côtés de la Turquie à l'opération Source de paix en octobre 2019.
En 2020, des combattants du groupe sont engagés en Libye, où ils prennent part à la bataille de Tripoli.
En octobre 2020, des mercenaires syriens ayant combattu dans les rangs de la brigade Sultan Mourad sont engagés par la Turquie dans le cadre de l'aide militaire qu'elle fournit à l'Azerbaïdjan dans le conflit du Haut-Karabagh,.
À partir d'octobre 2023, la division Sultan Mourad supervise l'envoi de combattants de l'Armée nationale syrienne au Niger, au Burkina Faso et au Nigeria afin de protéger les intérêts turcs dans la région du Sahel.